# Mato Limão
Mato Limão es una localidad caboverdiana del municipio de São Salvador do Mundo.

## Geografía
La localidad está situada en la isla Santiago.

## Organización territorial
La localidad abarca los lugares y barrios de:
- Chã Coedjo
- Chã de Carreira
- Covão Sanches
- Curta
- Fontinho
- Fundo Dentu
- Mato Limão
- Rotcha Preto